# Hely Hutchinson Almond
Hely Hutchinson Almond (Glasgow, 1832 - 1903) est un spécialiste des lettres classiques et un directeur emblématique de la Loretto School de 1862 à 1903.
Très impliqué dans l'éducation des jeunes Écossais au travers du rugby, il est aussi le tout premier arbitre international de l'histoire, ayant dirigé le premier match international de rugby de l'histoire entre l'Écosse et l'Angleterre, le 27 mars 1871.

## Biographie

### Jeunesse et formation
Hely Hutchinson Almond naît le 12 août 1832 à Glasgow, en Écosse. Il est le second fils du révérend George Almond et de Christiana Georgina, fille d'un avocat anglais de Londres. Son arrière-grand-père paternel a été directeur de l'école de Derby (en) et son arrière-grand-père maternel était John Hely-Hutchinson, prévôt du Trinity College de Dublin.
En 1845, il entre au Glasgow College, l'école secondaire de l'université de Glasgow, où il reçoit la médaille d'or Cowan à l'examen de latin Blackstone et obtient les premiers prix en grec et en mathématiques junior. En 1850, il entre à l'université de Glasgow, où il obtient en 1854 un Master of Arts et est élu à une exposition Snell pour des travaux de troisième cycle au Balliol College d'Oxford,. Selon Henderson, Almond est entré à l'université en 1845 puis a été élu à une exposition Snelle et est entré au Balliol College en 1850. Il obtient dans cette école un prix de première classe dans les modules classique et de mathématique dès 1853, mais est gêné par des maladies par la suite. 
Almond se passionne pour la navigation de plaisance et est par ailleurs un athlète remarquable, devenant membre du huit d'aviron du Balliol College. À Oxford, il commence également à jouer au rugby. Malgré cela, il trouve peu de choses agréables dans sa vie étudiante. Dans ses dernières années, il écrit : « Il n'y a guère de période de ma vie (depuis Oxford, que je détestais) que je ne revivrais volontiers. »
Il obtient un Baccalauréat universitaire ès lettres en 1855 et une Maîtrise universitaire ès lettres en 1862.

### Carrière dans l'éducation

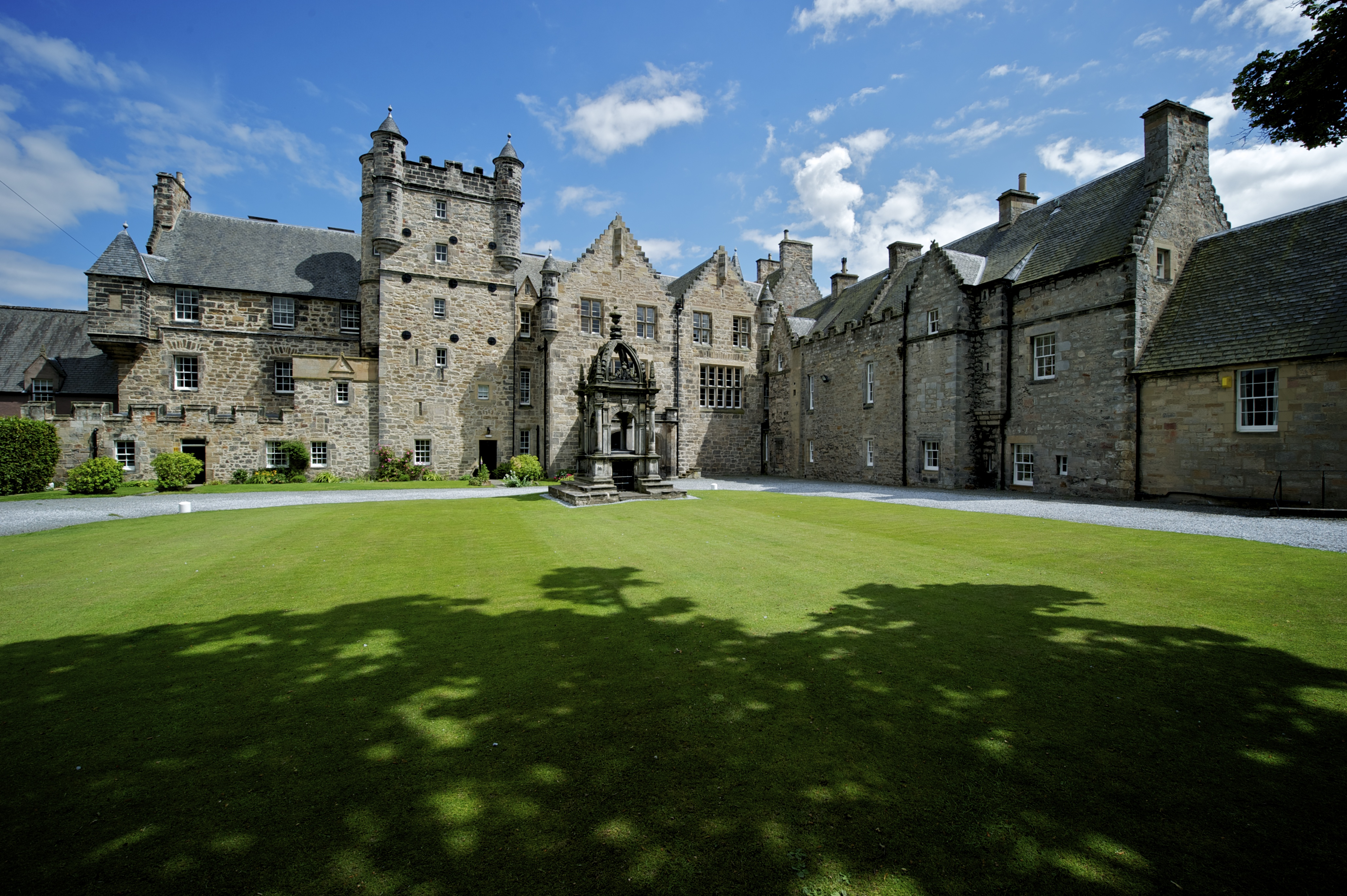
La Pinkie House de l'école Loretto.

En 1855, il quitte Oxford pour Torquay, où son père vit à la retraite. Il ne parvient pas à passer dans la fonction publique indienne, mais il est induit par un ami, tombé malade, pour l'assister dans son établissement de tutorat. Cela l'amène à concevoir un goût pour l'enseignement et, en 1857, un parent éloigné, Charles Langhorne, directeur de l'école Loretto, alors simplement préparatoire aux écoles publiques anglaises, l'emploie comme tuteur en mathématiques,.
À l'été 1859, il est nommé second maître à l'école de Merchiston Castle, sous la direction du docteur Harvey. Il y développe le football, le rugby et le cricket, faisant intervenir un international anglais de ce sport auprès des élèves. L'éducation physique et sportive à l'école devient son cheval de bataille, convaincu que c'est un élément essentiel à une enfance saine de corps et d'esprit.
Au printemps 1862, Almond achète l'école de Loretto et en devient le directeur. Il a ainsi l'occasion de mettre en application ses idées éducatives, et sous sa direction, l'école devient la première pépinière de rugby d'Écosse. Il reste en poste jusqu'à sa mort en 1903. Dans son testament, il lègue l'école à sa veuve et nomme comme successeur son beau-frère H. B. Tristram, qui est maître de l'école depuis 1887.
Outre diverses contributions à des revues et à des magazines, dans lesquelles il expose ses principes pédagogiques, il est l'auteur de Health Lectures (1884), Sermons by a Lay Head Master (2 séries, Édimbourg, 1886 et 1892), English Prose Extracts (Édimbourg, 1895) et Christ the Protestant, and other Sermons (Édimbourg, 1899).

### Carrière dans le rugby

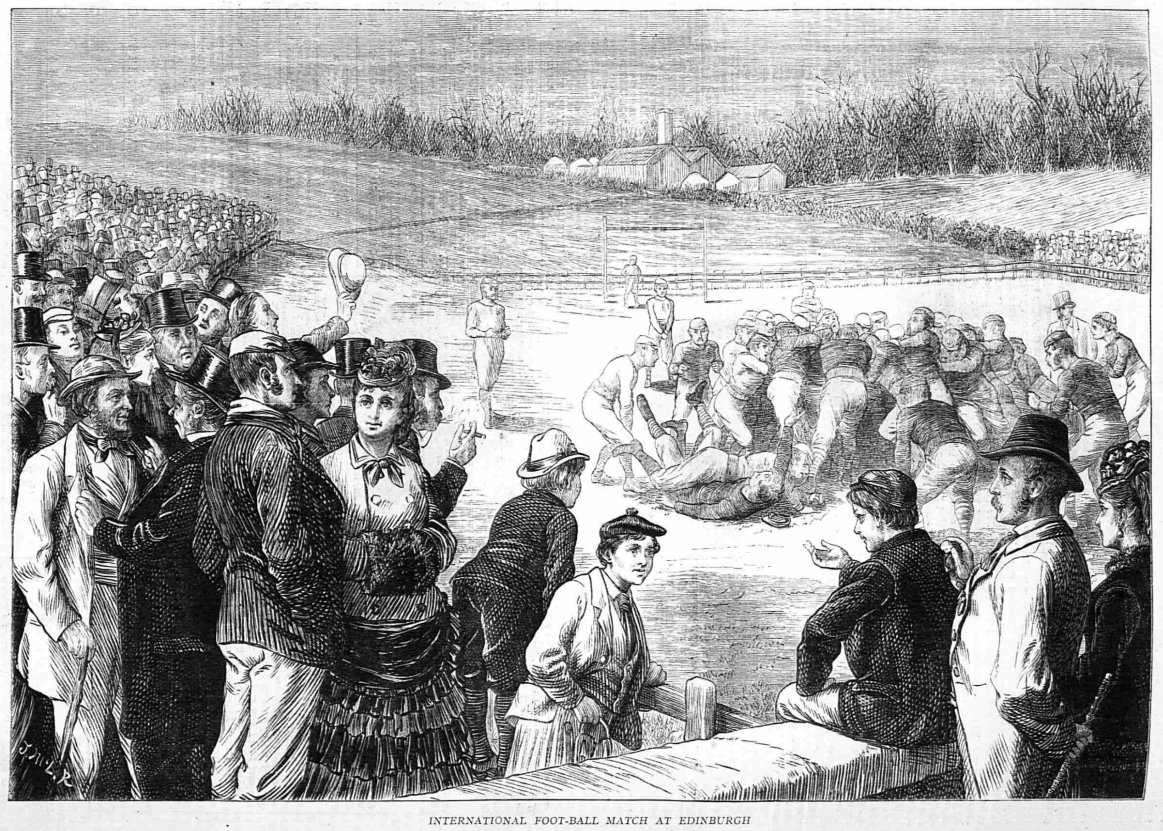
Illustration de John Ralston publiée le 22 avril 1871 dans le Illustrated Newspaper, représentant le premier match international de rugby de l'histoire. Almond est probablement l'homme avec un haut-de-forme qui observe la mêlée, à droite de l'image.

Hely Almond est l'arbitre principal du premier match international de rugby de l'histoire entre l'Écosse et l'Angleterre, le 27 mars 1871. Joué au Raeburn Place d'Édimbourg devant 4 000 spectateurs, il voit son pays l'emporter 1 à 0.
Il soutient la formation de la Scottish Football Union en 1873, qui a été rebaptisée Scottish Rugby Union en 1924. Pour son importante contribution au rugby, il est nommé en 2007 pour figurer au Temple de la renommée IRB, mais n'est finalement pas intronisé.
Hely Hutchinson Almond meurt le 7 mars 1903 d'une affection bronchique. Il est enterré dans le cimetière d'Inveresk.

## Famille
Le 29 avril 1876, à Durham, Almond épouse Eleanora Frances Tristam, la sœur d'un garçon qu'il avait éduqué à Loretto, et le 20 février 1877 naît leur premier enfant, George Hely Hutchinson Almond. En 1878, une fille, Christiana Georgiana, est venue au monde, et un deuxième fils, Henry Tristam, est né à Linkfield House.
En 1908, à Durham, Christiana Georgiana Almond épouse le révérend chanoine Maurice Elphinstone (1874-1969), vicaire de Sowerby Bridge, fils cadet de Howard Elphinstone (3e baronet) (en). Leur fils aîné, né en 1909, est devenu Douglas Elphinstone (5e baronnet) (en), membre de la Royal Society of Edinburgh.
George Hely Hutchinson Almond est devenu médecin, et pendant la première Guerre mondiale, il a été tué à Caix, en France, alors qu'il servait en tant que médecin du Royal Army Medical Corps attaché à la 3rd Cavalry Field Ambulance.